# Dolná Lehota
Dolná Lehota é um município da Eslováquia, situado no distrito de Brezno, na região de Banská Bystrica. Tem 55,44 km² de área e sua população em 2018 foi estimada em 731 habitantes.

## Demografia
| Ano:        | 1994 | 2004   | 2014   | 2024   |
| ----------- | ---- | ------ | ------ | ------ |
| Broj ljudi: | 720  | 712    | 764    | 688    |
| Razlika:    |      | -1,11% | +7,30% | -9,94% |

| Ano:               | 2023 | 2024   |
| ------------------ | ---- | ------ |
| Número de pessoas: | 692  | 688    |
| Diferença:         |      | -0,57% |